# Index Generum Phanerogamorum
Index Generum Phanerogamorum (abreviado Index Gen. Phan.) es un libro con ilustraciones y descripciones botánicas que fue escrito por el botánico francés Théophile Alexis Durand y publicado en el año 1888.